# Muldflugten
Muldflugten er en dansk dokumentarfilm instrueret af Lars Brydesen efter eget manuskript.

## Handling
Forårets jordfygninger - muldflugten - er tegn på, at jordens kvalitet forringes år for år. Biodynamisk jordbrug er en alternativ dyrkningsmetode, som kan skabe en økologisk balance, hvor intet går tabt, og intet udefra kommende tilføres jorden. Kollektivbruget Buschberghof i Nordtyskland har arbejdet med denne metode i 20 år!